# USS LST-790
O USS LST-790 foi um navio de guerra norte-americano da classe LST que operou durante a Segunda Guerra Mundial.